# توتو کوتونیو
سالواتوره کوتونیو (به ایتالیایی: Toto Cutugno) (زادهٔ ۷ ژوئیه ۱۹۴۳ – درگذشتهٔ ۲۲ اوت ۲۰۲۳) خواننده، آهنگساز و ترانه‌سرای ایتالیایی بود. بعدها با نام توتو کوتونیو شروع به فعالیت در زمینه خوانندگی کرد. او خود در مصاحبه‌هایش گفته که «توتو» نامی بوده که مادرش در کودکی او را به این نام صدا می‌کرده‌است. او ترانه «مادران» (Le Mamme) را بعد از مرگ مادرش نوشته و اجرا کرد و این قطعه را به مادرش تقدیم کرده‌است. این ترانه در سال ۱۹۸۶ در فستیوالِ موسیقی سن رمو مقام دوم را کسب کرد.

## زندگی‌نامه
توتو کوتونیو در فوزدینوا، توسکانی از مادری توسکانی و پدری سیسلی متولد شد. خانواده‌اش مدتی بعد از تولد او به لا اسپتزیا (لیگوریا) نقل مکان کردند.
او فعالیت موسیقی خود را به عنوان یک درامر آغاز کرد، اما مدتی کوتاهی پس از آن گروه خودش را تشکیل داد. او در عین حال به نوشتن آهنگ‌های خوانندهٔ فرانسوی-آمریکایی جو داسین پرداخت که از معروف‌ترین آن‌ها می‌توان به «L'été indien» (آفریقا) اشاره کرد. او در عین حال ترانهٔ دالیدا لیاسز را نوشته است که چندی پس از انتشار تا سطح پلاتین فروش رفت.
او برنده مسابقه آواز یوروویژن نیز شده‌است. ترانه او در این مسابقه «Insieme: 1992» (با هم: ۱۹۹۲) بود که به هم پیوستگی اروپا (تشکیل اتحادیه اروپا) را جشن می‌گرفت. او به همراه گیلیولا چینکووتی دیگر برندهٔ مسابقه یوروویژن از ایتالیا مسابقه سال ۱۹۹۱ را در رم برگزار کردند.
کوتونیو به خاطر موسیقی پرفروشش در سطح جهان، من ایتالیاییم که روی سی‌دی I Grandi Successi قرار دارد معروف است.
توتو کوتونیو در ۲۲ اوت ۲۰۲۳، بعد از یک دوره طولانی بیماری در سن ۸۰ سالگی درگذشت.

## ترانه شناسی
- Come ieri, come oggi, come sempre (1978)
- Voglio l'anima (1979)
- Innamorata, innamorato, innamorati (1980)
- La mia musica (1982)
- L'italiano (1983)
- Per amore o per gioco (1985)
- Azzura malinconia (1986)
- Mediterraneo (1987)
- Toto Cutugno (1990)
- Insieme: 1992 (1990)
- Non è facile essere uomini (1992)
- Voglio andare a vivere in campagna (1995)
- Canzoni nascoste (1997)
- Il treno va (2002)
- Cantando (2004)
- Come noi nessuno al mondo (2005)
- Un falco chiuso in gabbia (2008)
- I Miei Sanremo (2010)
- Ritratto: 50 anni di musica (2015)